# Užovník

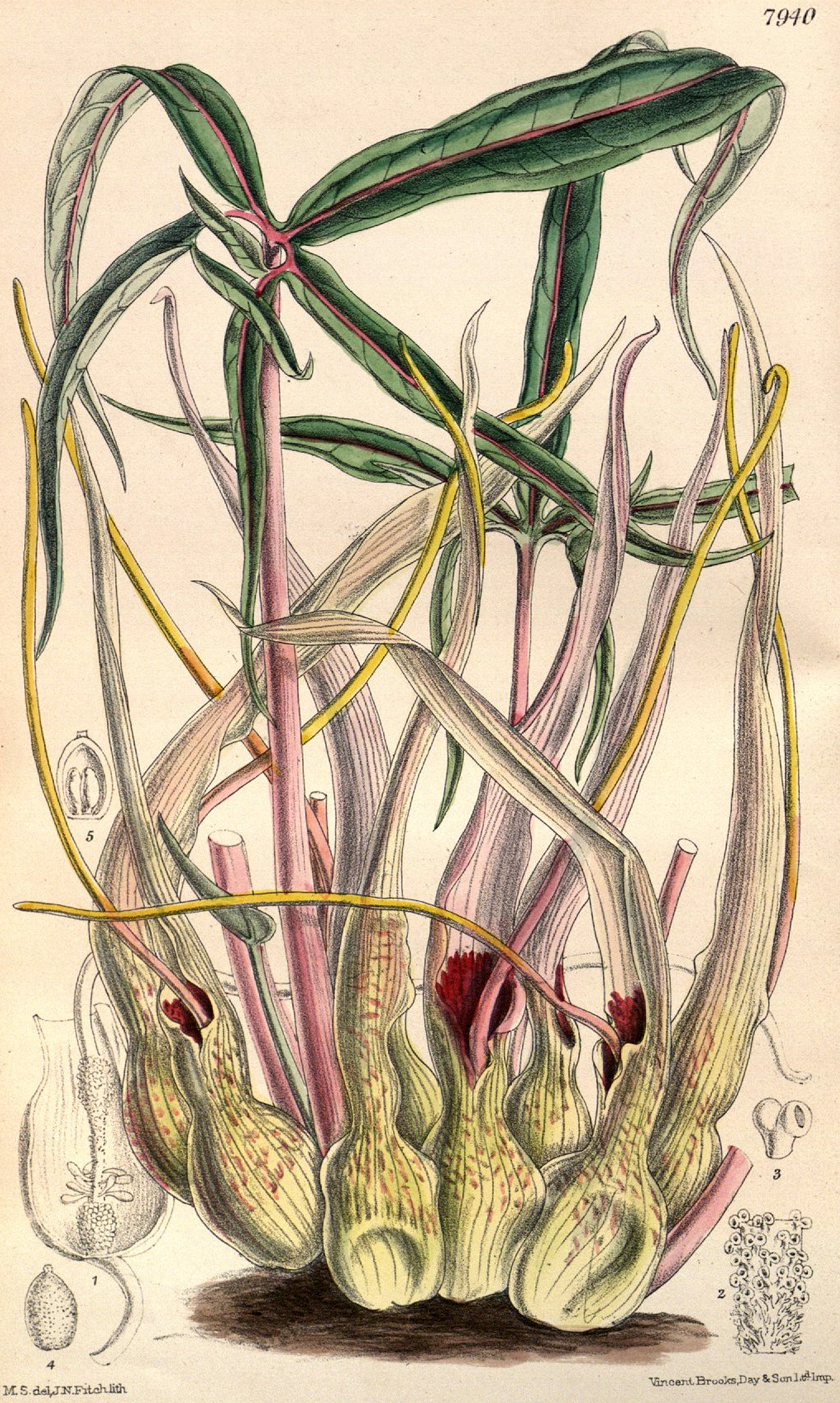
Ilustrace Sauromatum brevipes

Užovník (Sauromatum) je rod rostlin z čeledi árónovité. Jsou to vytrvalé byliny s celistvými nebo členěnými listy, zatahující do podzemní hlízy. Květenstvím je palice s toulcem. Květenství páchnou po shnilém mase a jsou opylována hmyzem. Rod zahrnuje 9 druhů a je rozšířen v jižní, východní a jihovýchodní Asii, subsaharské Africe a Arábii. Největší počet druhů roste v Číně. V minulosti byl rod Sauromatum spojován na základě morfologické podobnosti s příbuzným rodem Typhonium, výsledky molekulárních analýz ale takové uspořádání nepodporují.
Nejznámějším zástupcem rodu je užovník skvrnitý, který je občas pěstován jako botanická kuriozita ve sbírkách rostlin i v domácnostech. Některé druhy jsou využívány v domorodé medicíně nebo jako potrava.

## Popis
Užovníky jsou vytrvalé byliny, sezónně zatahující do podzemní, zploštěle kulovité hlízy. Listy jsou celistvé, střelovité, trojlaločné nebo znoženě členěné. Květenstvím je palice s toulcem, rozkvétá před listy nebo souběžně s nimi. Na palici jsou celkem 4 zóny: dole jsou samičí květy, nad nimi sterilní zóna se staminodii, nad ní jsou samčí květy a celá palice je zakončena přisedlým nebo stopkatým přívěskem.
Toulec je asi zdéli palice nebo delší.
Samčí květy obsahují 1 až 3 tyčinky. Semeník samičích květů obsahuje jedinou komůrku s 1 nebo 2 vajíčky.
Plodem jsou vejcovité, většinou jednosemenné bobule v palicovitém plodenství.

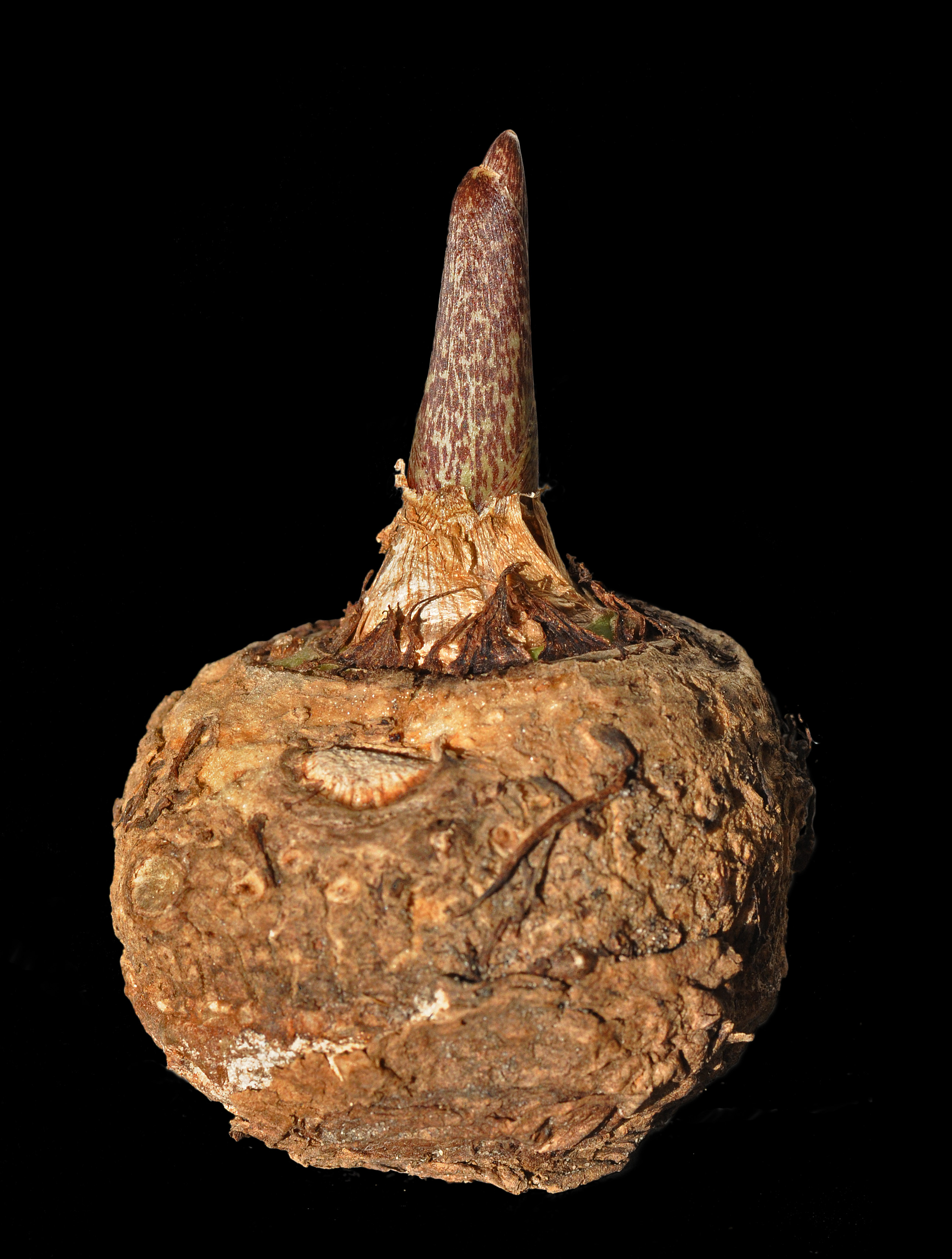
Rašící hlíza užovníku skvrnitého
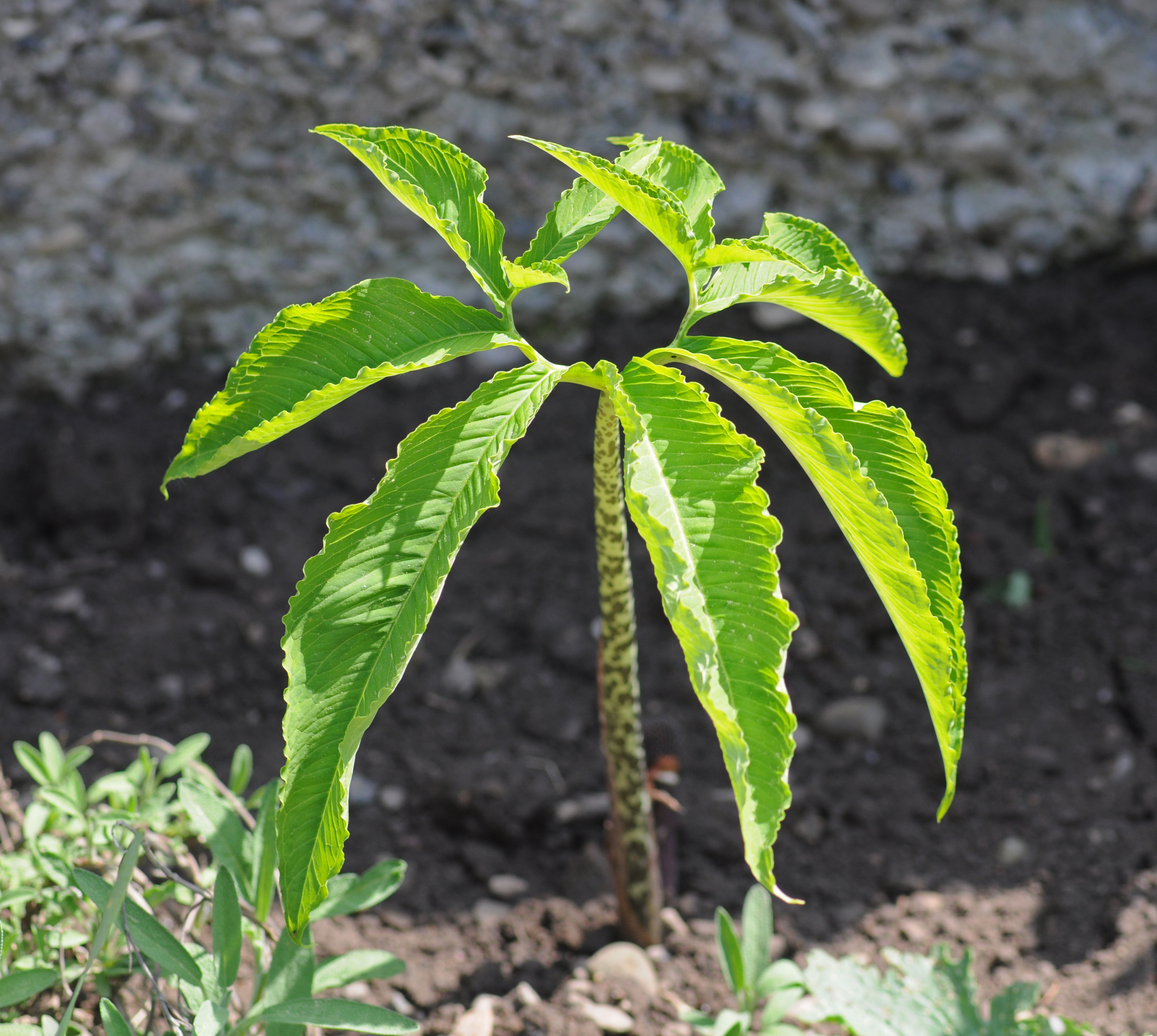
List užovníku skvrnitého
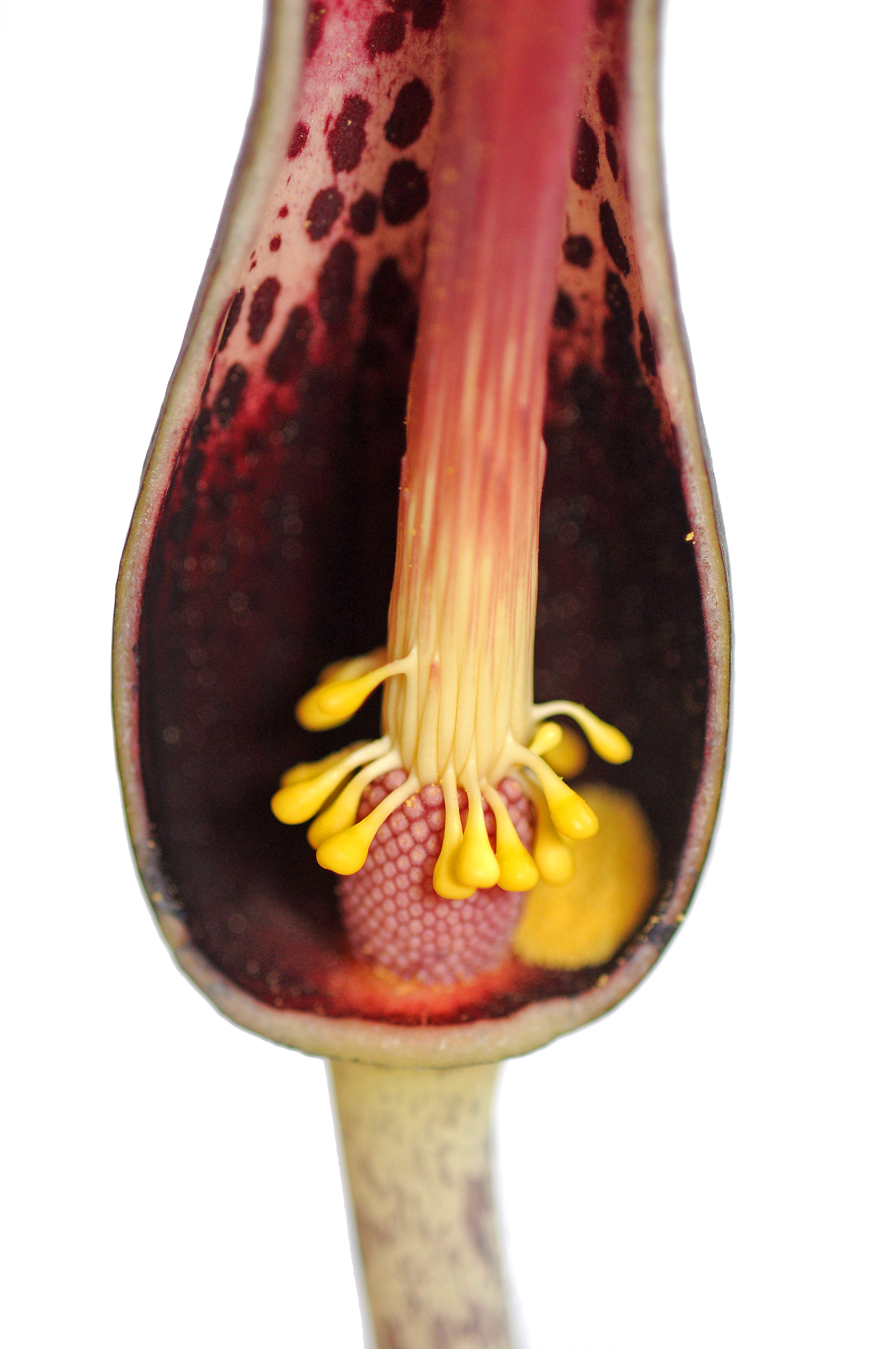
Detail květenství

## Rozšíření
Do rodu užovník je řazeno celkem 9 druhů. Je rozšířen od Pákistánu a Číny přes Indočínu po Indonésii a v subsaharské Africe a Arábii. Největší počet druhů se vyskytuje v Číně, kde roste 7 druhů, u toho 2 endemické. Největší areál rozšíření má užovník skvrnitý, který je také jediným africkým zástupcem rodu. Je rozšířen v Africe od Kamerunu po Súdán a Etiopii a na jih po Angolu a Mosambik, na Arabském poloostrově, v Asii od Pákistánu po Čínu a Thajsko.

## Ekologické interakce
Užovníky mají velmi specializovaný způsob opylování. Samoopylení je zabráněno tím, že blizny dozrávají dříve než prašníky (protogynie) a v době kdy se z tyčinek samčích květů uvolňuje pyl již nejsou aktivní a schopné opylení. Toulce páchnou po shnilém mase (a nezřídka mají i podobnou barvu) a lákají zejména různé mouchy a brouky, jimž však neposkytují žádný zřejmý užitek v podobě nektaru, pylu či jiné potravy. U užovníku skvrnitého bylo zjištěno, že toulec opylovače dočasně uvězní. V průběhu ontogeneze květenství byly pozorovány 3 fáze. V první fázi je hmyz nalákán mrtvolným pachem dovnitř toulce a prolézá zúženou částí kolem zóny samčích květů do květní komory. Hmyz vyvíjející se v mršinách zde klade vajíčka. V této fázi jsou blizny samičích květů schopné opylení. V komoře jsou průsvitná okna, která poskytují hmyzu iluzi východu a nedovolují mu najít skutečnou cestu ven. Na noc, kdy by toto vylepšení nefungovalo, se navíc toulec kolem horní části květní palice stahuje a celou komoru uzavírá. Kolem 3. hodiny v noci dozrávají prašníky, které popráší pylem hmyz chycený v květní komoře. Kolem 6. hodiny ranní se pak květenství otevírá a umožňuje hmyzu uniknout.

## Taxonomie
Rod Sauromatum byl popsán H. W. Schottem v roce 1832. Druh S. venosum byl popsán již v roce 1789 jako Arum venosum a nezávisle na tom v roce 1831 jako Arum guttatum. V roce 2000 byl tento rod vřazen spolu s monotypickým rodem Lazarum do široce pojatého rodu Typhonium. Všechny tyto rody jsou si po morfologické stránce velice podobné. Světlo do této záležitosti vnesla fylogenetická studie tribu Areae z roku 2011, založená na analýze nukleární a chloroplastové DNA. Ve studii se ukázalo, že rod Sauromatum v klasickém pojetí je monofyletický taxon, představující sesterskou větev kladu zahrnujícího skupinu rodů s centrem rozšíření ve Středomoří, mezi něž náleží Arum, Biarum, Helicodiceros či Eminium. Naopak rod Typhonium se ukázal jako polyfyletický, složený ze 2 samostatných vývojových větví, z nichž jednu tvoří australští zástupci a druhou zbytek druhů tohoto rodu.
Africké populace Sauromatum venosum byly popsány Schottem v roce 1856 jako Sauromatum nubicum. Od asijských populací se odlišují širšími listovými segmenty a užší koncovou částí toulce. Později byly oba druhy ztotožněny.

## Zástupci
- užovník skvrnitý (Sauromatum venosum, syn. S. guttatum)

## Význam

Kvetoucí hlíza užovníku skvrnitého

Užovník skvrnitý je občas pěstován ve sbírkách rostlin i v domácnostech jako botanická kuriozita.
Listy a řapíky se v Asii konzumují vařené jako zelenina. Pasta připravená z hlíz a stonku je aplikována zevně na spáleniny, záněty, kožní infekce, hadí uštknutí a bodnutí štírem, extrakt se používá vnitřně zejména při dýchacích obtížích a otocích ústní dutiny.
Hlízy Sauromatum diversifolium slouží a Asii jako nouzová potrava. Hlíza Sauromatum giganteum je v asijské medicíně používána k léčení traumatických zranění, tetanu a tuberkulózního zduření mízních uzlin.

## Pěstování
Hlízu užovníku je třeba na jaře vysadit do dobře propustné, humózní půdy. Sází se ve chvíli, kdy začíná rašit pupen na vrcholu hlízy, do hloubky asi 7 až 10 cm. Užovník skvrnitý je schopen vykvést i z nezasazené hlízy. Květenství silně páchnou a nedoporučuje se je v době květu nechávat v místnosti, v níž pobývají či spí lidé. Rostlina vyžaduje ve vegetační sezóně teplo, vlhko a světlé stanoviště bez přímého slunečního svitu. Po odkvětu se objevuje list, který pak na podzim odumírá a rostlina zatahuje do klidového stádia. Poté je možno hlízu vyjmout ze země. Přes zimu se uchovává v teple a suchu. Množí se snadno drobnými hlízkami, které se každoročně hojně vytvářejí v okolí mateřské hlízy.

## Přehled druhů a jejich rozšíření
- Sauromatum brevipes – Himálaj, Tibet
- Sauromatum brevipilosum – Sumatra
- Sauromatum diversifolium – Himálaj, Čína, Indočína
- Sauromatum gaoligongense – Čína
- Sauromatum giganteum – Čína
- Sauromatum hirsutum – Čína, Indočína
- Sauromatum horsfieldii – Čína, Indočína, jv. Asie
- Sauromatum tentaculatum – Thajsko
- Sauromatum venosum – subsaharská Afrika, Arábie, Asie od Pákistánu po Čínu a Indočínu[4]